# Carmen Pereira
Carmen Pereira (* 1936 oder 1937 in Bissau, Portugiesisch-Guinea; † 4. Juni 2016 ebenda) war eine guinea-bissauische Widerstandskämpferin und Politikerin der PAIGC. Nach der Unabhängigkeit Guinea-Bissaus übernahm Pereira verschiedene politische Ämter, unter anderem das der Parlamentspräsidentin der Nationalen Volksversammlung. In dieser Rolle war sie 1984 für zwei Tage das bisher einzige weibliche Staatsoberhaupt von Guinea-Bissau.

## Leben

### Jugend
Carmen Pereira wurde 1936 (oder 1937) als Tochter einer privilegierten, sogenannten assimilierten (assimilados/civilizados) Familie in Bissau geboren. Ihr Vater war einer der wenigen afrikanische Anwälte im damaligen portugiesischen Kolonialreich.

### Engagement im Untergrund
Pereira schloss sich 1962 gemeinsam mit ihrem Ehemann Umaru Djallo der Widerstands- und Unabhängigkeitsbewegung PAIGC an, die die portugiesische Kolonialmacht bekämpfte. Nachdem ihr Ehemann bereits vor der portugiesischen Geheimpolizei PIDE geflohen war, floh Pereira ebenfalls zunächst nach Ziguinchor (Senegal), später nach Conakry (Guinea-Conakry), wo die PAIGC ihr Hauptquartier aufgeschlagen hatte. Dort ließ sie ihre zwei Kinder auch in der von der PAIGC gegründeten Escola Piloto. Als eine der wenigen weiblichen Widerstandskämpferin mit abgeschlossener Sekundarschulausbildung, schickte die PAIGC sie für ein zehnmonatiges „politisches Praktikum“ in die Sowjetunion. 1965 folgte ein weiterer Aufenthalt in der Sowjetunion, unter anderem gemeinsam mit Francisca Pereira und Titina Silá, bei dem sie zu Krankenschwestern ausgebildet wurden. PAIGC-Anführer Cabral selbst soll das Engagement der Frauen gefördert und befördert haben.
Nach ihrer Rückkehr schickte die PAIGC Pereira an die Südfront, wo sie für den Aufbau einer Gesundheitsversorgung zuständig war. Für 18 Monate war sie die politische Leiterin (Comissária Política) der Südfront und arbeitete eng mit dem militärischen Leiter, João Bernardo Vieira, zusammen. 1971 wurde Pereira Mitglied des 24-köpfigen Kampf-Exekutivkomitee (Comité Executivo da Luta), sie war die einzige Frau des Gremiums. Ihre Aufgabe bestand unter anderem für den Aufbau der befreiten Gebiete zuständig zu sein.
Im Zuge der Unabhängigkeitsbewegung wählte die Bevölkerung in den befreiten Gebieten Pereira zur Abgeordneten. Die Abgeordneten wiederum wählten sie zur stellvertretenden Parlamentspräsidentin der Nationalen Volksversammlung (Assembleia Nacional Popular), die am 24. September 1973 zusammenkam, und einseitig die Unabhängigkeit von Portugal ausrief.

### Nach der Unabhängigkeit
In der Zeit nach der Unabhängigkeitserklärung Guinea-Bissaus spielte Pereira eine wichtige Rolle innerhalb des politischen Systems der PAIGC – Partei wie Regierung. Unter anderem war sie stellvertretenden Parlamentspräsidentin der Nationalen Volksversammlung von 1973 bis 1984, anschließend von 1984 bis 1989 Parlamentspräsidentin. Zudem saß sie von 1975 bis 1981 dem Frauen-Ausschuss (Comissão feminina) für Guinea-Bissau und Kap Verde vor. Von 1981 bis 1983 war sie zudem Ministerin für Gesundheit und Soziales.
In ihrem Amt als Parlamentspräsidentin war sie vom 14. Mai 1984 an für zwei Tage formell Staatsoberhaupt, als der 1980 durch einen Putsch an die Macht gekommene João Bernardo Vieira eine neue Verfassung einführte und am 16. Mai 1984 offiziell das Präsidentenamt übernahm. Des Weiteren war sie Mitglied des Staatsrats von 1989 bis 1994.
Bis zuletzt war sie aktives Mitglied des Zentralkomitees und des Politbüros ihrer Partei.
Carmen Pereira starb am 4. Juni 2016 im Alter von 79 Jahren in ihrem Haus in Bissau.